# زينب الغزوي
زينب الغزوي (بالفرنسية: Zineb El Rhazoui) أو ببساطة زينب باعتباره اسم القلم، هي صحفية، كاتبة, وناشطة في مجال حقوق الإنسان مغربية - فرنسية، ولدت في 19 يناير 1982 في الدار البيضاء.

## السيرة الذاتية
زينب الغزوي ولدت يوم 19 يناير عام 1982 في الدار البيضاء، المغرب. والدها، وهو مواطن من هذه المدينة( مغربي) ، مهندس في الخطوط الملكية المغربية. والدتها من فرنسا وهي ربة منزل. زينب تمتلك بالتالي الجنسيتين الفرنسية والمغربية.

### التدريب
بعد درجة البكالوريوس التي حصلت عليها مع مرتبة الشرف في ثانوية في الدار البيضاء، ذهبت للدراسة في جامعة السوربون، لتحصل على إجازة في اللغات العربية والإنجليزية.
ثم حصلت على درجة الماجستر في اللغات الأجنبية التطبيقية من جامعة باريس-3 (2004)، في سوسيولوجيا الأديان في مدرسة الدراسات العليا في العلوم الاجتماعية (EHESS). كتبت أطروحة عن «التبشير في المغرب» عام 2007.

### أول الالتزامات
أصبحت زينب أستاذة في الجامعة الفرنسية في مصر (UFE)، حيث تعلم منهجية كتابة البحوث وتدرس العربية الكلاسيكية لطلاب مدرسة سان سير العسكرية في دورة تدريبية في القاهرة.
عملت أولا في الصحيفة الأسبوعية، حيث قامت بنشر العديد من المقالات على المجتمع المسيحي المغربي وعبادة المربوت. وكانت مراسلة حرب خلال حرب غزة 2008-2009. كما أنها تجري العديد من الدراسات الاستقصائية على الحريات الفردية وحقوق الإنسان في المغرب، والتي ساهمت في أن يتم القبض عليها ثلاث مرات.
في عام 2009 شاركت في تأسيس مع صديقتها المغربية ابتسام لشكر، الحركة البديلة من أجل الحريات الفردية (مالي) الذي تدعو بصفة خاصة لإلغاء l'article 222 من القانون الجنائي المغربي الذي ينص على عقوبة من شهر إلى ستة أشهر وبغرامة من 200 إلى 500 درهم مغربي أي شخص معروف بعضويته للدين الإسلامي وتم القبض عليه في حالة تلبس يأكل في مكان عمومي خلال شهر رمضان. في سبتمبر 2009، حركة مالي تسببت في جدل حاد في المغرب بعد محاولة تنظيم في مدينة المحمدية، نزهة في العام مع شهر كامل من الصوم. المحاولة بدأت بحركة «وكالين رمضان».
في فبراير 2011، شاركت زينب في تنسيق حركة 20 فبراير. لُوحظت في جلسة عامة لأوروبا البيئة الخضر (EELV) في 18 أغسطس 2011 في كليرمونت-فيراند لتدخلها ضد إدريس اليزمي مستشار الملك.
في نهاية عام 2011، وجدت ملجأ في ليوبليانا، سلوفينيا، في إطار برنامج شبكة مدن اللاجئين الدولية (IPCORN). بقيت هناك لمدة سنتين. ثم رجعت للعيش في فرنسا. أصبحت المتحدث باسم جمعية لا عاهرات ولا خاضعات في يوليو أو سبتمبر2011.

### شارلي إيبدو" (2013-2016)
بعد أن وقعت عدد قليل من المقالات في وقت مبكر من عام 2011، عُينت في عام 2013 من قبل الأسبوعية الساخرة "شارلي إيبدو"، حيث تكتب في موضوع الأديان.
نجت من الهجوم على صحيفة شارلي إبدو في 7 كانون الثاني / يناير 2015 لكونها كانت في عطلة في الدار البيضاء. ساهمت في «عدد الناجين» الذي خرج على أكشاك بيع الصحف في الأربعاء التالي. أثار الإعلان في مايو 2015 عن المقابلة قبل فصلها العديد من التعليقات في الصحافة.
في 13 أيار / مايو 2015 ، بعدها عن الملاعب لم يؤدي في النهاية إلى الطرد، ولكن علاقاتها مع الإدارة لازالت متوترة.
في تشرين الأول / أكتوبر 2015، ترأست لجنة التحكيم للجائزة العلمانية.
في عام 2016، في يناير 2016، نشرت كتابًا عن هجمات 13 نوفمبر مع دار رينغ للنشر بعنوان 13. في سبتمبر من نفس العام، أعلنت الرحيل عن «شارلي إيبدو».

### الخصوصية
متزوجة من الكاتب Jaouad Benaissi. في نهاية عام 2014، رزقت بابنة.

## المنشورات
- Zineb El Rhazoui, «أحمد رجل أعمال» . المغرب، باريس، ماجلان المدى الدولية . «المنمنمات»، 2011 (ISBN 978-2-35074-214-4إشعار BnF no FRBNF42579919)
- La Vie de Mahomet. Paris: Les Échappés. 2013. ص. 157. ISBN:978-2-35766-064-9.
- Treize. Paris: Ring. 2016. ص. 296. ISBN:979-10-91447-45-4.
- Détruire le fascisme islamique. Paris: Ring. 2016. ص. 69.

## الملاحظات والمراجع
1. ↑   https://www.liberation.fr/ecrans/2015/05/31/charlie-a-dos_1320256. اطلع عليه بتاريخ 2020-03-26. {{استشهاد ويب}}: |url= بحاجة لعنوان (مساعدة) والوسيط |title= غير موجود أو فارغ (من ويكي بيانات) (مساعدة)
2. ↑  Guillaume Gendron (31 mai 2015), Zineb El Rhazoui, Charlie à dos (بالفرنسية), QID:Q100148341 {{استشهاد}}: تحقق من التاريخ في: |publication-date= (help)
3. 1 2  Guillaume Gendron (31 mai 2015), Zineb El Rhazoui, Charlie à dos (بالفرنسية), QID:Q100148341 {{استشهاد}}: تحقق من التاريخ في: |publication-date= (help)
4. ↑  "لقاء مع زينب الغزوي، المرأة الأكثر حماية في فرنسا". رصيف22. 12 يوليو 2017. مؤرشف من الأصل في 2024-09-15. اطلع عليه بتاريخ 2024-09-15.
5. 1 2  Guillaume Gendron (31 مايو 2015). ليبراسيون (المحرر). "Zineb El Rhazoui, Charlie à dos". liberation.fr. مؤرشف من الأصل في 2022-07-21. اطلع عليه بتاريخ 2016-06-26..
6. ↑  Henri SeckelCatégorie:Utilisation du paramètre auteur dans le modèle article, « Zineb El Rhazoui, une journaliste dans la ligne de mire depuis Charlie Hebdo », في لو موند, 2019-02-12 [النص الكامل (pages consultées le 2019-02-17)]. "نسخة مؤرشفة". مؤرشف من الأصل في 2021-04-09. اطلع عليه بتاريخ 2021-10-01.{{استشهاد ويب}}:  صيانة الاستشهاد: BOT: original URL status unknown (link)
7. 1 2 3  ماري كلير، المحرر (7 يناير 2016). "Zineb El Rhazoui". marieclaire.fr. مؤرشف من الأصل في 2022-07-21. اطلع عليه بتاريخ 2016-07-26. {{استشهاد ويب}}: تجاهل المحلل الوسيط |prénom= لأنه غير معروف، ويقترح استخدام |first= (مساعدة) وتجاهل المحلل الوسيط |sous-titre= لأنه غير معروف (مساعدة).
8. ↑  Rotman, Charlotte. "Ni putes ni soumises cherche sa direction". Libération (بالفرنسية). Archived from the original on 2021-09-09. Retrieved 2021-10-01.
9. ↑  "Zineb El Rhazoui, en lutte contre cette « bien-pensance » qui voudrait excuser les terroristes". marianne.net. 13 مايو 2016. مؤرشف من الأصل في 2022-07-21..
10. ↑  "Zineb El Rhazoui, frondeuse du ramadan". مؤرشف من الأصل في 2021-03-16. اطلع عليه بتاريخ 2016-07-28. {{استشهاد ويب}}: تجاهل المحلل الوسيط |description= لأنه غير معروف (مساعدة) وتجاهل المحلل الوسيط |prénom= لأنه غير معروف، ويقترح استخدام |first= (مساعدة).
11. 1 2 3 4 5 6 7 8 9  Guillaume Gendron (31 مايو 2015). ليبراسيون (المحرر). "Zineb El Rhazoui, Charlie à dos". liberation.fr. مؤرشف من الأصل في 2019-04-04. اطلع عليه بتاريخ 2016-06-26..
12. ↑  « Ramadan : ces Marocains qui veulent être libres de ne pas jeûner », Rue 89, 20 septembre 2009 (lire en ligne) [وصلة مكسورة] نسخة محفوظة 03 مارس 2016 على موقع واي باك مشين.
13. ↑  « Zineb El Rhazoui, Charlie à dos », Libération, 1er juin 2015 (lire en ligne) نسخة محفوظة 16 أغسطس 2015 على موقع واي باك مشين.
14. 1 2  "Zineb El Rhazoui, frondeuse du ramadan". مؤرشف من الأصل في 2019-03-24. اطلع عليه بتاريخ 2016-07-28.
15. ↑  Ludivine Le Goff, « Révolutions arabes : et si c'était celles des femmes ?
16. ↑  « Les auteurs : Zineb El Rhazoui », sur Mémoire des luttes نسخة محفوظة 03 مارس 2016 على موقع واي باك مشين.
17. 1 2  "D'où vient l'article 222 du code pénal qui punit les "déjeûneurs" pendant le ramadan ?". huffpostmaghreb.com. 19 يونيو 2016. مؤرشف من الأصل في 2019-07-02..
18. ↑  Ghiziaine Khairi, « Maroc : Facebook, refuge des « dé-jeûneurs » du ramadan », Rue 89, 29 août 2010 (lire en ligne) نسخة محفوظة 03 مارس 2016 على موقع واي باك مشين.
19. ↑  ماري كلير، المحرر (7 يناير 2016). "Zineb El Rhazoui". marieclaire.fr. مؤرشف من الأصل في 2019-11-04. اطلع عليه بتاريخ 2016-07-26..
20. ↑  « La journaliste adepte du “non-jeûne” réapparaît », Jeune Afrique, 25 2009 (lire en ligne) نسخة محفوظة 13 يناير 2015 على موقع واي باك مشين.
21. ↑  Vidéo de son intervention نسخة محفوظة 15 مارس 2016 على موقع واي باك مشين.
22. ↑  Zineb El Rhazoui, « La révolution est une femme », Arte.tv, 4 janvier 2012 (lire en ligne) نسخة محفوظة 17 مارس 2016 على موقع واي باك مشين.
23. 1 2  "2015 ICORN Lecture by Zineb El Rhazoui". icorn.org. 17 سبتمبر 2015. مؤرشف من الأصل في 2016-08-11. اطلع عليه بتاريخ 2015-07-27. نسخة محفوظة 11 أغسطس 2016 على موقع واي باك مشين..
24. ↑  "Ljubljana City of Refuge (ICORN)". culture.si. 21 مايو 2016. مؤرشف من الأصل في 2019-10-31. اطلع عليه بتاريخ 2016-07-27..
25. ↑  « Zineb El Rhazoui, porte parole de “Ni putes ni soumises” », Bladi.net, 28 septembre 2011 (lire en ligne) نسخة محفوظة 12 مارس 2017 على موقع واي باك مشين.
26. ↑  « Deux nouvelles porte parole pour le mouvement Ni Putes Ni Soumises », sur Ni Putes Ni Soumises, 25 août 2011 نسخة محفوظة 12 مارس 2017 على موقع واي باك مشين.
27. ↑  « Zineb El Rhazoui : « On veut faire un numéro qui soit presque un numéro intime » », Les Échos.fr, 10 janvier 2015 (lire en ligne) نسخة محفوظة 13 يناير 2015 على موقع واي باك مشين.
28. ↑  « Zineb de « Charlie Hebdo » : « Il arrivait que l’on dise aux collègues : “Je vous aime” » », Le Monde, 9 janvier 2015 (lire en ligne) نسخة محفوظة 10 يونيو 2017 على موقع واي باك مشين.
29. ↑  E.C., « Une survivante de Charlie Hebdo raconte sa “vision d’horreur” », Paris Match, 13 janvier 2015 (lire en ligne) نسخة محفوظة 09 يناير 2018 على موقع واي باك مشين.
30. ↑  « Charlie Hebdo : une journaliste visée par un licenciement », Le Figaro.fr, 15 mai 2015 (lire en ligne) نسخة محفوظة 29 ديسمبر 2016 على موقع واي باك مشين.
31. ↑  « Charlie Hebdo : Zineb El Rhazoui provoque une nouvelle polémique », Metronews.fr, 20 mai 2015 (lire en ligne) نسخة محفوظة 30 مايو 2015 على موقع واي باك مشين.
32. ↑  « “Charlie Hebdo” : La blague de mauvais goût des copines de Zineb à Éric Portheault », O'Zap (Pure Médias), 26 mai 2015 (lire en ligne) نسخة محفوظة 12 مارس 2017 على موقع واي باك مشين.
33. ↑  comité Laïcité-République، المحرر (26 اكتوبر 2015). "Prix de la Laïcité 2015". laicite-republique.org. مؤرشف من الأصل في 2019-03-24. اطلع عليه بتاريخ 27 يوليو 2016. {{استشهاد ويب}}: تحقق من التاريخ في: |تاريخ= (مساعدة).
34. ↑  Ibrahima Bayo, France : Zineb El Rhazoui de Charlie Hebdo publie un livre chez un éditeur d'extrême-droite, Yabiladi, 15 janvier 2016. نسخة محفوظة 06 سبتمبر 2017 على موقع واي باك مشين.
35. ↑  "La journaliste Zineb El Rhazoui quitte Charlie Hebdo". lexpansion.lexpress.fr. 12 سبتمبر 2016. مؤرشف من الأصل في 2019-03-24..
36. ↑  Notice BnF no FRBNF16195247. نسخة محفوظة 2020-06-20 على موقع واي باك مشين.
37. ↑  « «Charlie Hebdo»: Zineb El Rhazoui et son mari menacés de mort, des photos publiées », 20minutes.fr. نسخة محفوظة 18 يونيو 2018 على موقع واي باك مشين.
38. ↑  AFP (20 فبراير 2015). لو بوان (المحرر). "Menaces de mort contre une collaboratrice de Charlie Hebdo". lepoint.fr. مؤرشف من الأصل في 2019-11-01. اطلع عليه بتاريخ 2016-07-26..

## وصلات خارجية
- زينب الغزوي على موقع IMDb (الإنجليزية)